# Чупрово (Устюженский район)
Чупрово — деревня в Устюженском районе Вологодской области.
Входит в состав Залесского сельского поселения (с 1 января 2006 года по 9 апреля 2009 года входила в Хрипелевское сельское поселение), с точки зрения административно-территориального деления — в Хрипелевский сельсовет.
Расположена на правом берегу реки Ижина. Расстояние до районного центра Устюжны по автодороге — 18 км, до центра муниципального образования деревни Малое Восное  по прямой — 10 км. Ближайшие населённые пункты — Балахтимерево, Тюхтово, Новинки.
Население по данным переписи 2002 года — 14 человек.